# Ofensiva sobre o Crescente Petrolífero (setembro de 2016)
A Ofensiva sobre o Crescente Petrolífero, também conhecida como Operação al-Barq al-Khatif (Operação Raio Repentino ou Operação Relâmpago Surpresa), foi uma campanha militar ocorrida de 10 a 18 de setembro de 2016 durante a Segunda Guerra Civil Líbia.

## Prelúdio
Localizada no Golfo de Sidra, a chamada região do "Crescente Petrolífero" concentra a grande maioria dos terminais de petróleo da Líbia. Seus dois principais portos, Ras Lanouf e al-Sidra, estavam fechados desde o final de 2014 e seus reservatórios foram incendiados durante um ataque do Estado Islâmico em janeiro de 2016. Mas no final de julho de 2016, os Guardas das Instalações Petrolíferas capturam o Crescente Petrolífero e, em seguida, anunciam a conclusão de um acordo com o Governo de União Nacional para reabrir os portos e, assim, tentar revitalizar as exportações de petróleo.

## Desenvolvimento
Em 11 de setembro de 2016, as forças do Exército Nacional Líbio lançam uma ofensiva contra o Crescente Petrolífero atacando logo após Ras Lanouf, al-Sidra, Zueitina e Ajdabiya. Os Guardas das Instalações Petrolíferas, liderados por Ibrahim Jadhran, são rapidamente postos em debandada. Em poucas horas, o Exército Nacional Líbio assumiu o controle de Ras Lanouf e al-Sidra. Os Guardas resistem um pouco mais em Zueitina, mas a cidade é tomada em 12 de setembro, seguida por Brega em 13 de setembro.
Em 11 de setembro, o Governo de União Nacional condena a "agressão flagrante contra os recursos do povo líbio, o que prejudica a soberania nacional". Então, apelou aos Guardas das Instalações Petrolíferas para que retomassem "com coragem e sem qualquer hesitação" os terminais petrolíferos. Em 12 de setembro, os Estados Unidos, a França, a Alemanha, a Itália, a Espanha e o Reino Unido solicitaram às "forças militares que entraram no Crescente Petrolífero para que se retirem imediatamente, sem condições prévias". Em 13 de setembro, o Governo de União Nacional publicou outro comunicado, mais comedido, em que apela ao "diálogo".
Em 14 de setembro, o governo de Tobruk anunciou que entregou a gestão dos principais terminais petrolíferos à Companhia Nacional de Petróleo da Líbia, embora a mesma reconheça o Governo de União Nacional e esteja sediada em Trípoli. No dia seguinte, a Companhia Nacional de Petróleo anuncia a retomada das exportações.
Em 18 de setembro de 2016, um contra-ataque é tentado pelos Guardas das Instalações Petrolíferas em Ras Lanouf e al-Sidra, porém este é rapidamente repelido pelo Exército Nacional Líbio.